# Sales (La Coruña)
Sales (también llamada San Félix de Sales o San Fiz de Sales y llamada oficialmente San Fins de Sales) es una parroquia y aldea española del municipio de Vedra, en la provincia de La Coruña (Galicia).

## Entidades de población
Entidades de población que forman parte de la parroquia:
- Cornado
- Ferreira (A Ferreira)
- Gándara (A Gándara)
- Illobre
- Nande
- Ramil
- Sales
- Silvaoscura (Silvaescura)
- Tejo (Texo)
- Trasariz

## Demografía

### Parroquia
| Gráfica de evolución demográfica de Sales (parroquia) entre 2000 y 2019 |
|                                                                         |
| Datos según el nomenclátor publicado por el INE.                        |

### Aldea
| Gráfica de evolución demográfica de Sales (aldea) entre 2000 y 2019 |
|                                                                     |
| Datos según el nomenclátor publicado por el INE.                    |